# Кристофел фон Плесе
Кристофел/Кристофер фон Плесе (на немски: Christoffel/Christopher von Plesse; * 10 август 1535; † 18 юли 1567, Радолфсхаузен, Гьотинген, Долна Саксония) е господар на замък Плесе на 7 km от Гьотинген от линията Готшалк фон Плесе. От 1150 г. замък Плесе е резиденция на фамилията, която се нарича на замъка.

## Произход
Той е син на Дитрих фон Плесе 'Млади' (1499 – 1571) и първата му съпруга Катарина фон Ройс фон Плауен († ок. 1555/1556), дъщеря на фогт Хайнрих XI/XII Ройс фон Плауен-Грайц († 1502) и Катарина фон Гера († 1505). Баща му се жени втори път на 14 декември 1567 г. за графиня Агнес фон Липе (1535 – 1610).
Сестра му Катарина фон Плесе († 1581/1606) се омъжва през 1558 г. за Йохан IV фон Глайхен-Ремда († 1567), полубрат на съпругата му Маргарета фон Глайхен-Рембда, и втори път на 19 април 1572 г. в Заалфелд за фрайхер Симон фон Унгнад-Вайсенволф-Зонег-Валденщайн, граф фон Мюнхенбернсдорф († 1603/1607).
През 1437 г. господарите фон Плесе стават собственик на Радолфсхаузен. През 1508 г. баща му Дитрих фон Плесе построява там замък.
Кристофел фон Плесе умира на 31 години на 18 юли 1567 г. в Радолфсхаузен, Гьотинген, Долна Саксония.

## Фамилия
Кристофел фон Плесе се жени на 4 февруари 1554 г. в Гера за Маргарета фон Глайхен-Рембда († 19 март 1570), полусестра на Йохан IV фон Глайхен-Ремда, дъщеря на Йохан II фон Глайхен-Рембда († 16 юли 1545) и Хедвиг фон Гера († 1531), дъщеря на Хайнрих XIV фон Гера († 1538) и първата му съпруга Матилда фон Миниц († сл. 1510). Те имат три деца:
- Дитрих фон Плесе (* 20 януари 1557; † 7 юли 1557)
- Урсула фон Плесе (* 21 септември 1558; † 26 декември 1558)
- Валпургис фон Плесе (* 15 юни 1563; † 24 март 1602, Ландау), омъжена на 9 декември 1582 г. в Аролзен за граф Франц III фон Валдек-Ландау (* 27 юни 1553; † 12 март 1597)